# EZ Publish
 (septembre 2011).
eZ Publish (prononcer « easy publish ») est un système de gestion de contenu (CMS en anglais) développé par l'entreprise norvégienne eZ Systems AS. Ce logiciel est distribué gratuitement sous licence GPL ou commercialisé sous licence propriétaire, selon les éditions. L'assistance technique étant disponible pour les éditions propriétaires uniquement.
Il est utilisé sur de nombreuses applications Web à travers le monde de types et taille variables. Par exemple : le bureau du vice-président aux finances du Massachusetts Institute of Technology, Virgin[précision nécessaire], Europe 1, Médecins du monde.
Depuis 2014, eZ Publish est renommé ou remplacé par eZ Platform.
Depuis 2020, la société eZ Systems et ls solution eZ Platform sont renommés Ibexa.

## Fonctionnalités
eZ Publish supporte la majorité des fonctionnalités existantes dans les CMS :
- édition de contenu ;
- e-commerce ;
- gestion d'utilisateurs, de groupes et les rôles associés ;
- workflows de publication ;
- sites multilingues ;
- gestion de flux RSS ;
- moteur de recherche ;
- scripts PHP cronjobs.

## Administration
L'administration des sites se fait à l'aide d'un navigateur Web. Un éditeur de texte riche est fourni, permettant de faire de la mise en forme comme dans un logiciel de traitement de texte. L'édition de contenu peut aussi être faite en mode front-end.

À partir de l'interface publique du site, après saisie d'un compte utilisateur et d'un mot de passe, une barre d'outils est alors à votre disposition afin de créer et de gérer du contenu. Cette barre d'outils sera plus ou moins riche en fonction de votre navigation et des droits qui vous ont été attribués par l'un des administrateurs du site.

## Licence et communauté
eZ Publish est proposé sous licences GPL et propriétaire (Personal Use License). La société eZ Systems AS propose également un service payant qui inclut assistance, correction de bugs, accompagnement à l'utilisation et assistance aux changements de version.
Un réseau d'entreprises partenaires certifiées assure le développement des applications Web eZ Publish. On compte en septembre 2011 90 partenaires à travers le monde. La société emploie près de 80 personnes en Norvège, Ukraine, France, Canada et Allemagne, dont une grosse majorité de développeurs[réf. nécessaire], permettant un cycle de mise à jour soutenu. Le développement de l'application est aussi porté par une large communauté de développeurs qui contribue à la solution sous forme d'extensions.

## Technologie
eZ Publish est écrit en PHP, le serveur Web recommandé est Apache. lighttpd peut également être utilisé.
Une couche d'abstraction pour l'accès aux bases de données permet d'utiliser les systèmes de gestion de base de données les plus courants : MySQL, PostgreSQL, Microsoft SQL Server et Oracle.
Il supporte le clustering et incite à respecter la séparation du contenu et de la présentation par le stockage sous forme XML du contenu texte riche.